# ديزة
الديزة (الاسم العلمي: Disa) هي جنس من النباتات تتبع الفصيلة السحلبية من رتبة الهليونيات.

## أنواع الديزة
- ديزة الأعالي
- ديزة ايمينية
- ديزة أسطوانية
- ديزة أليفة الجبال
- ديزة ثلاثية الفلقات
- ديزة ثنائي الشقوق
- ديزة ثنائية الأزهار
- ديزة ثنلونية
- ديزة جبلية
- ديزة جنوبة أفريقية
- ديزة خطية
- ديزة سبخية
- ديزة طويلة الأوراق
- ديزة عشبية الأوراق
- ديزة غمامية
- ديزة فلفيتشية
- ديزة فيرديكية
- ديزة قصيرة القرون
- ديزة قوقعية
- ديزة كبيرة السنابل
- ديزة كثيفة الأزهار
- ديزة ليزوسكية
- ديزة مائلة
- ديزة متعددة الأوجه
- ديزة متوسطة
- ديزة محمرة
- ديزة مخططة
- ديزة مفتوحة
- ديزة ملعقية
- ديزة مهملة
- ديزة وردية
- ديزة وريدية
- ديزة وودية